# Idioma mopán
El idioma mopán (también conocido como maya mopán y mopane) es una lengua mayense que forma parte de la rama yucateca, junto con el maya yucateco, lacandón e itzá. Es el idioma nativo de la población maya mopán en los distritos de Toledo, Stann Creek y Cayo en Belice, y el departamento de Petén en Guatemala. En Belice tiene 6093 hablantes, y en Guatemala aproximadamente 2000 hablantes.

## Fonología

### Consonantes
A continuación se presentan los sonidos consonánticos del idioma maya mopán (escritos con el Alfabeto Fonético Internacional):
|                 |                 | Labial | Coronal | Coronal | Palatal | Velar | Glotal |
| --------------- | --------------- | ------ | ------- | ------- | ------- | ----- | ------ |
| Nasal           | Nasal           | m      | n       | n       |         |       |        |
| Oclusiva        | sorda /sonora   | p ɓ    | t ɗ     | t ɗ     |         | k g*  | ʔ      |
| Oclusiva        | eyectiva        | pʼ     | tʼ      | tʼ      |         | kʼ    |        |
| Africada        | tenue /eyectiva |        | ts tsʼ  | tʃ tʃʼ  |         |       |        |
| Fricativa       | Fricativa       | f*     | s       | ʃ       |         |       | h      |
| Aproximante     | Aproximante     |        | l       | l       | j       | w     |        |
| Vibrante simple | Vibrante simple |        | ɾ       | ɾ       |         |       |        |

Además, algunas fuentes registran a la [ŋ] (la nasal velar) como un sonido consonántico del maya mopán.
* Los sonidos [g] y [f] se utilizan en préstamos del español y no forman parte de los sonidos nativos del maya mopán.

### Vocales
A continuación se presentan los sonidos vocálicos del idioma maya mopán:
|         | Anterior  | Central   | Posterior |
| ------- | --------- | --------- | --------- |
| Cerrada | i~ɪ iː~ɪː |           | u ː       |
| Media   | ɛ~e ɛː~eː | ɘ ː       | o ː       |
| Abierta |           | a~ɑ aː~ɑː |           |